# Prionocypris
Prionocypris är ett släkte av kräftdjur. Prionocypris ingår i familjen Cyprididae.
Kladogram enligt Catalogue of Life:
| Prionocypris | \| \| Prionocypris canadensis \| \| \| \| \| \| Prionocypris longiforma \| \| \| \| \| \| Prionocypris serrata \| \| \| \| \| \| Prionocypris zenkeri \| \| \| \| |
|              | \| \| Prionocypris canadensis \| \| \| \| \| \| Prionocypris longiforma \| \| \| \| \| \| Prionocypris serrata \| \| \| \| \| \| Prionocypris zenkeri \| \| \| \| |
|              | Prionocypris canadensis |
|              | |
|              | Prionocypris longiforma |
|              | |
|              | Prionocypris serrata |
|              | |
|              | Prionocypris zenkeri |
|              | |